# Ужица
Ужица или Вужица (блр. У́жыца, Вужыца; рус. Ужица) белоруска је река и десна је притока реке Западне Двине (део басена Балтичког мора). Протиче преко територије Горњодвинског рејона на крајњем северу Витепске области.
Истиче из маленог језера Цјатна на северу Горњодвинског рејона, тече преко Асвејске греде и Полацке низије и улива се у Западну Двину недалеко од града Верхњедвинска.
Укупна дужина водотока је 48 km, а површина сливног подручја око 350 km². Просечан годишњи проток воде у зони ушћа је око 2,5 m³/s. Просечан пад је 0,7 метара по километру тока. Ширина речног корита је између 3 и 5 метара.